# Sergej Gritsevjets
Sergej Ivanovitj Gritsevjets (Сергей Иванович Грицевец) född 19 juli 1909 i guvernementet Minsk, död 16 september 1939 i Vitsebsk, var en sovjetisk major och pilot som två gånger tilldelades orden Sovjetunionens hjälte.